# Haiti na Mistrzostwach Świata w Lekkoatletyce 2009
Haiti na Mistrzostwach Świata w Lekkoatletyce 2009 – reprezentacja Haiti podczas czempionatu w Berlinie liczyła 2 członków. Zawodnikom z tego kraju nie udało się zdobyć żadnego medalu.

## Występy reprezentantów Haiti

### Mężczyźni
- Bieg na 800 m
  - Moise Joseph z czasem 1:45,87 ustanowił swój najlepszy wynik w sezonie i zajął 9. miejsce w półfinale nie awansując do kolejnej rundy

- Trójskok
  - Samyr Laine z wynikiem 16,34 zajął 29. miejsce w eliminacjach i nie awansował do finału